# Johnston megye (Észak-Karolina)
Johnston megye az Amerikai Egyesült Államokban, azon belül Észak-Karolina államban található. Megyeszékhelye Smithfield, legnagyobb városa Clayton. Lakosainak száma 215 999 fő (2020. április 1.). Johnston megye Nash, Wayne, Harnett, Wilson, Sampson, Wake és Franklin megyékkel határos.

## Népesség
A megye népességének változása:
| Lakosok száma | 169 613 | 172 747 | 174 801 | 177 967 | 185 660 | 215 999 |
|               | 2010    | 2011    | 2012    | 2013    | 2015    | 2020    |